# Соболев, Геннадий Александрович
Геннадий Александрович Соболев (7 апреля 1935, Смоленск — 6 февраля 2024, Москва) — советский и российский геолог, геофизик, доктор физико-математических наук, член-корреспондент РАН, лауреат премии имени Б. Б. Голицына (2009).

## Биография
Родился 7 апреля 1935 года в Смоленске.
В 1958 году — окончил геологический факультет МГУ.
В 1963 году — защитил кандидатскую диссертацию.[уточнить]
С 1967 года — заведующий лабораторией ИФЗ.[уточнить]
В 1976 году — защитил докторскую диссертацию[уточнить]. В 1985 году — присвоено учёное звание профессора.
С 1990 по 2004 годы — директор Геофизического центра РАН.
В 1991 году — избран академиком РАЕН. В 1994 году — избран членом-корреспондентом РАН.
С 1992 по 1997 годы — директор Института сейсмологии ОИФЗ.
С 1998 года — заведующий отделением природных, природно-техногенных катастроф и сейсмичности Земли, заместитель директора ИФЗ РАН.

## Научная и общественная деятельность
Основные направления научной деятельности: изучение физики очага и предвестников землетрясений, свойств горных пород при высоких термодинамических параметрах, создание новых методов геофизической разведки полезных ископаемых.
Руководитель и непосредственный участник уникальных экспериментов по крупномасштабному моделированию землетрясений на прессе мощностью в 50 тысяч тонн.
Автор первой в отечественной практике обобщающей работы «Основы прогноза землетрясений».
Автор и соавтор 280 научных публикаций и 8 монографий.

## Членство в организациях
- С 1994 по 2001 годы — член бюро Экспертного комитета по прогнозу землетрясений Совета Европы.
- С 1994 по 1998 годы — Президент Европейской сейсмологической комиссии.
- С 1992 года — Президент Национального геофизического комитета Российской Федерации.
- Комиссия по борьбе с лженаукой и фальсификацией научных исследований РАН.

## Награды и премии
- Государственная премия СССР (в составе группы, за 1973 год) — за открытие пьезоэлектрического эффекта горных пород, разработку и внедрение в практику геологоразведочных работ пьезоэлектрического метода поисков и разведки месторождений полезных ископаемых
- Премия имени Б. Б. Голицына (совместно с А. В. Пономаревым, за 2009 год) — за монографию «Физика землетрясений и предвестники»
- Благодарность Президента Российской Федерации (5 февраля 2024 года) — за заслуги в развитии отечественной науки, многолетнюю плодотворную деятельность и в связи с 300-летием со дня основания Российской академии наук[3]